# Tandi (Sindhuli)
Pour les articles homonymes, voir Tandi.
Tandi (en népalais : टाँडी) est un comité de développement villageois du Népal situé dans le district de Sindhuli. Au recensement de 2011, il comptait 9 150 habitants.